# Apollo citaredo (Altes Museum)
L'Apollo Citaredo è una statua del tipo "Apollo Kitharoidos" ('con la cetra') facente parte della collezione berlinese di antichità classica dell'Altes Museum col numero d'inventario SK 44. Si tratta di una copia romana, probabilmente risalente al II secolo, ispirata da un originale greco precedente. Alta 213 cm, è la più grande statua marmorea di epoca romana giunta sino a noi.
Probabilmente la statua è una copia dell'Apollo Licio proveniente dal Liceo di Aristotele di Atene e citata a suo tempo da Luciano di Samosata. L'originale greco si ritiene, per ragioni stilistiche, essere risalente alla seconda metà IV secolo. Probabilmente lo scultore del lavoro faceva parte della cerchia degli artisti attici; spesso si è menzionato Prassitele come possibile creatore. Oggi esistono di essa circa 30 copie, di solito riprodotte in forma di torsi e ritratti.
Nessun altro tipo di Apollo è conservato in più copie antiche, ed è probabile che questa forma sia stata particolarmente popolare durante l'Impero Romano.

## Descrizione

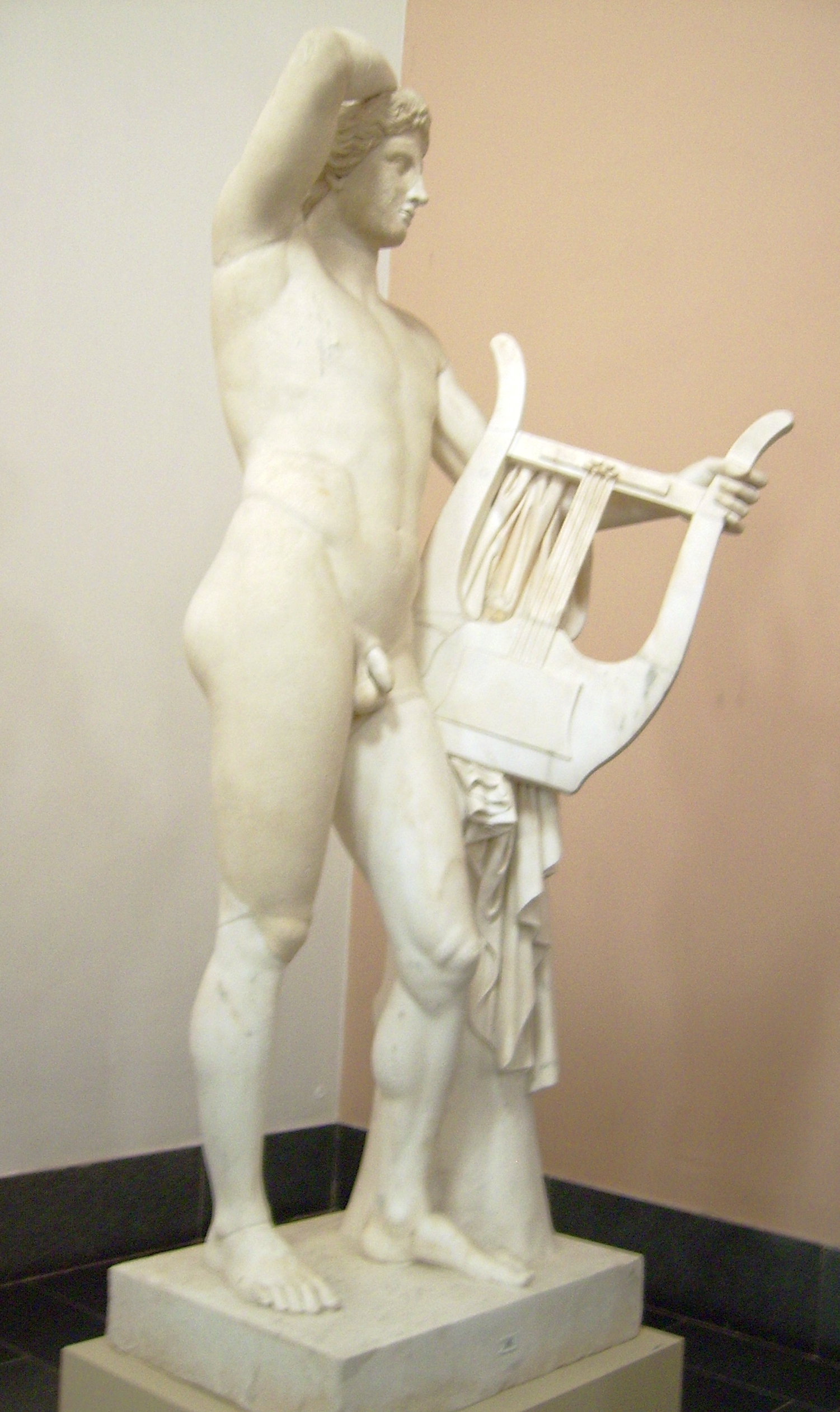
Veduta di profilo.

Da una lettera di Johann Joachim Winckelmann si può dedurre che la statua nel contesto del commercio dell'epoca sia stata restaurata ed ampliata nel laboratorio locale di Bartolomeo Cavaceppi ; pertanto le aggiunte comprendono il braccio destro a partire dal gomito e l'intero braccio sinistro insieme con la cetra, l'intera gamba sinistra, la gamba destra integrata dall'altezza del ginocchio, i piedi, la base, il supporto, parti del collo, del pene ed entrambi i testicoli.
La nuova statua è stata così inserita su di un'altra copia romana acefala sempre della stessa tipologia. Non è chiaro quale oggetto la statua avesse davvero in origine tenuto in mano; Cavaceppi lasciò scorrere la propria fantasia e si ispirò facendo un confronto con una statua apollinea presente a quel tempo nella capitale e attualmente ai Musei capitolini.

Nel 1766 si trovava a Roma, ma attraverso la mediazione di Giovanni Ludovico Bianconi venne acquistata per Federico II di Prussia. Posizionata inizialmente al Neues Palais eretto a Potsdam, ma è stata nel 1826 trasferita a Berlino per far parte della raccolta di antichità di recente creazione; la statua è stata successivamente sottoposta ad un ulteriore restauro nella bottega di Christian Daniel Rauch.

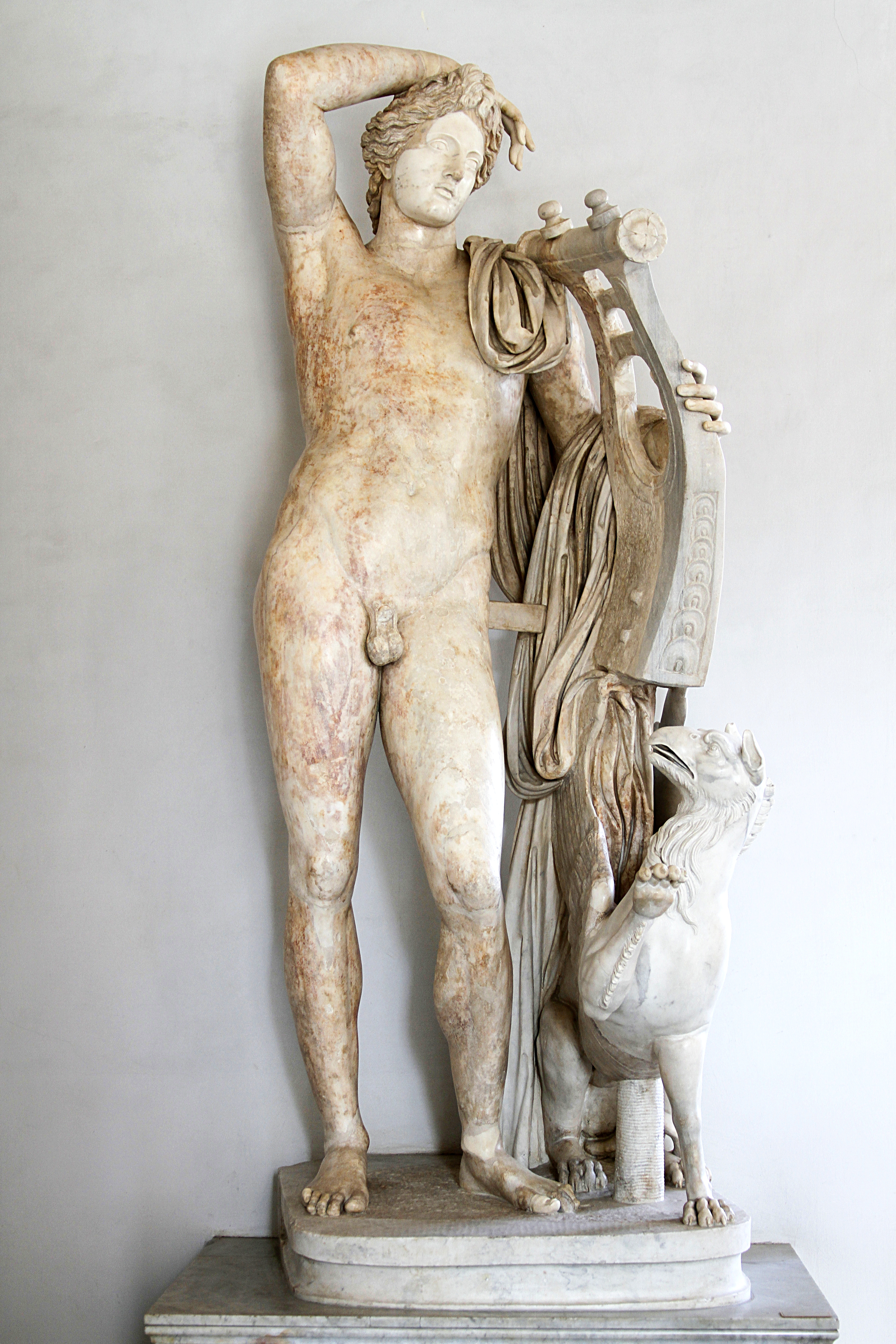
L'Apollo citaredo dei musei capitolini preso a modello per il restauro settecentesco.

Infine tra il 2001/02, la statua è stata restaurata di nuovo, con la rimozione e riparazione dei tappi di metallo corrosi i quali potevano causare danni all'intera opera. Nella stessa collezione di antiquariato, esiste un'altra copia dell'Apollo Licio, un torso acquisito del 1842 e proveniente dalla collezione della Marchesa Galli di Firenze.
Colpisce di questo Apollo Kitharoidos berlinese la linea molto alta della vita sul lato della gamba portante. La mancanza di pelo pubico simboleggiava la giovinezza del dio solare. Entrambi i piedi sono posti al di fuori della linea del terreno e spiccano le proporzioni molto sottili in cui si è lavorato. Tutte queste particolarità rappresentano il solito modo di rappresentare il dio nell'arte classica greca della scultura del IV secolo a.C.; è riconoscibile per esempio la somiglianza con l'Apollo del Belvedere.
La colonna contenente l'originale, del IV secolo a.C., è stata raramente copiata in epoca romana e pare probabile che nella copia originale non fosse presente.